# Conflito intergeracional
O conflito intergeracional se caracteriza por discrepâncias culturais, sociais ou econômicas entre duas ou mais gerações, que pode ser causada por intercâmbios de valores ou conflitos de interesse entre gerações mais jovens e gerações mais antigas. Esse conflito ocorre devido à evolução da dinâmica que relaciona indivíduos de uma sociedade, impactada sobremaneira por novas tecnologias. Essas mudanças são comumente identificadas em uma sociedade ou grupo de pessoas, e isso está diretamente relacionado com a velocidade das mudanças no tecido social, alterando constantemente a definição sobre o novo e o velho e tornando cada vez mais difícil de, por meio de um consenso, definir o que é certo ou errado. 

## Organizações
“Conflito significa existência de ideias, sentimentos, atitudes ou interesses antagônicos e colidentes que podem chocar-se. [...] como desacordo, desaprovação, dissensão, desentendimento, incongruência, discordância, inconsistência, oposição [...] conflito é a condição geral do mundo animal [...] requisitos básicos da vida humana — são variáveis graças ao elevado grau de congruência de objetivos entre os homens, ou, pelo menos, devido a alguns mecanismos ou regras de conduta que imponham ordem e acomodação”. (CHIAVENATO, 1998, p. 469)
Conflito geracional nas organizações é um conflito vertical, ou seja, aquele que ocorre entre indivíduos com diferentes níveis hierárquicos, caracterizado pela desordem entre diferentes gerações. Sendo gerações qualquer espaço de tempo em que separa um nível de filiação de outro, cada século compreende cerca de três gerações.

## Tipos
Robbins (2003) aponta três tipos de conflitos: os de relacionamento, os de tarefa e os de processo. Os conflitos de relacionamentos ocorrem nos relacionamentos interpessoais, na forma em como as pessoas e grupos se relacionam, na maioria das vezes são prejudiciais à organização e aos grupos, pois as organizações estão cada vez mais diversificando seu capital intelectual em termos de idade, raça, sexo, orientação sexual, e etnia, gerando divergências de valores gerais, que afloram muitas vezes nas interações de trabalho e geram conflitos interpessoais, que em sua maioria despendem tempo e energia para sua auto-alimentação, tempo e energia que poderiam ser usados para resolução dos objetivos da organização, o conflito de tarefa está ligado ao conteúdo e as metas do trabalho, o conflito de processo está ligado na maneira de como o trabalho é realizado.
O mercado de trabalho está lidando com quatro diferentes gerações, a baby boomer, X, Y e Z no mesmo ambiente, 75% das organizações admitem que esses profissionais com ideias, ideais e vivências diversas geram conflitos internos. 
“Embora as situações conflitantes transmitam uma imagem de comportamento negativo, elas geram tanto consequências positivas como negativas [...] os conflitos, na medida certa, melhoram o desempenho, ao mesmo tempo, em que uma quantidade muito pequena, ou muito grande, pode diminuir o desempenho.” (DUBRIN, 2003, p.177).

## Ambiente de trabalho
O Instituto Brasileiro de Geografia e Estatística mostra os seguintes dados do segundo trimestre de 2013 referente a distribuição das pessoas em idade de trabalhar: 
| Idade           | % em idade de trabalhar |
| --------------- | ----------------------- |
| 14 a 17 anos    | 8,8%                    |
| 18 a 24 anos    | 14,0%                   |
| 25 a 39 anos    | 29,6%                   |
| 40 a 59 anos    | 30,8%                   |
| 60 anos ou mais | 16,7 %                  |

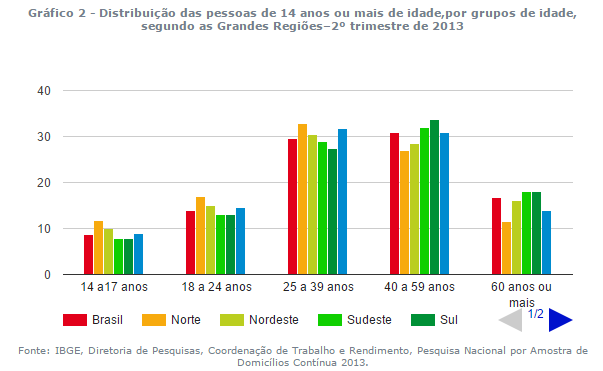
Distribuição das pessoas de 14 anos ou mais de idade, por grupos de idade, segundo as Grandes Regiões - 2° trimestre de 2013.

Observa-se que a composição etária era diferente entre as cinco Grandes Regiões, característica importante para o entendimento do mercado de trabalho regional. Na Região Norte, a parcela de pessoas de 14 a 17 anos eram próxima à de idosos, fato não observado nas demais Grandes Regiões. Destaca-se ainda que as Regiões Sudeste (18,1%) e Sul (18,0%) apresentaram os maiores percentuais de idosos.

## Conflitos
“O conflito pode ter óbvias consequências negativas no funcionamento do grupo. Desacordos e rivalidades podem prejudicar o grupo quando desviam os esforços dos membros da realização dos seus objetivos para a tentativa de resolver as diferenças. Em casos extremos, o conflito pode gerar descontentamento, dissolver laços comuns e resultar no colapso final do grupo. Mas nem todos os conflitos grupais são ruins! Níveis baixos e moderados de conflito têm evidenciado influências positivas no desempenho dos grupos”. (ROBBINS, 2014, p. 269)
Uma pesquisa da American Chamber of Commerce for Brazil mostra que as empresas têm dificuldades para gerenciar conflitos entre líderes baby boomer, X e Y:
- 75% das empresas têm problemas de conflitos de gerações;
- 70% ainda não têm ações para facilitar a interação entres líderes de gerações distintas;
- 39% planejam iniciativas para melhorar o relacionamento entre esses profissionais;
- 28% têm ações que estimulam a convivência dessas lideranças;
- 42% acreditam que o maior desafio é integrar gestores da geração Y.

Eisner confirma que primeira dificuldade relaciona-se ao fato da geração Y ser de questionadores, os gestores precisam despender de tempo para explicar os porquês e as razões para a realização de determinado trabalho. Além de possuírem um menor respeito pela hierarquia, aproximando-se sem receios dos níveis mais altos das organizações a que estão inseridos.

## Prática
Estudo da ASTD Workforce Development, feito em parceria com a VitalSmarts aponta que dos 1.348 pesquisados, um em cada três (35,39%) admite que sua companhia gasta pelo menos cinco horas de trabalho por semana em conflitos entre gerações — representando uma perda de produtividade de cerca 12%.
Outros 54,45% afirmam que as diferenças de ideias entre funcionários de idades diferentes consomem de 1 a 5 horas semanalmente em suas organizações.
A maioria dos respondentes (91%) dizem que suas companhias empregam funcionários de pelo menos três gerações diferentes.        
Segundo Soares (2009), com essa convivência de gerações que acontece hoje no mesmo ambiente de trabalho, tornam-se necessárias a inovação, a criatividade e a flexibilidade nas tarefas próprias da Gestão de Pessoas.        
De acordo com Santos estes jovens talentos são conscientes de seu importante papel no processo produtivo e por isto buscam incansavelmente a satisfação das suas aspirações — sejam elas de ordem material ou motivacional, pessoal ou profissional. Os Y revolucionam o relacionamento organizacional porque podem: são bem-sucedidos, com alto nível de formação, criativos e aficionados por tecnologia. Mas o fazem também porque assim desejam: possuem aspirações de experimentação e reconhecimento, preocupam-se com o meio ambiente e têm fortes valores morais.